# مارکوس فراز
مارکوس فراز (نام کامل: Marcos Antonio Humberto Ferraez IV) یک بازیگر آمریکایی است.

## زندگی شخصی
مارکوس در ۲۳ مارس ۲۰۰۵ با بازیگر اسرائیلی آلونا تال ازدواج کرد. این زوج یک دختر به نام چارلی دارند. (متولد مارس ۲۰۱۷).

## فیلم‌شناسی
| سال  | عنوان           | نقش | یادداشت |
| ---- | --------------- | --- | ------- |
| ۲۰۰۹ | نگهبان خواهر من | EMT |         |

| سال       | عنوان                 | نقش            | یادداشت                    |
| --------- | --------------------- | -------------- | -------------------------- |
| ۱۹۹۶–۱۹۹۹ | آبی اقیانوس آرام      | ویکتور دل تورو | ۵۸ قسمت                    |
| ۲۰۰۸–۲۰۱۰ | فرزندان هرج و مرج     | نماینده استیوز | ۱۱ قسمت                    |
| ۲۰۱۰      | CSI: NY               | مانی راوارا    | قسمت: "لعنت اگر انجام دهی" |
| ۲۰۱۲      | مهره سوخته            | تورن           | قسمت: "۶٫۱۵"               |
| ۲۰۱۳      | ان سی آی اس: لس آنجلس | بردی سالس      | قسمت: ۵٫۳ "امنی"           |
| ۲۰۱۴      | ذهن‌های مجرم           | دیت جیمی تاوز  | قسمت: «کشنده»              |